# DFKI
Deutsches Forschungszentrum für Künstliche Intelligenz (DFKI), досл.: «Немецкий исследовательский центр по искусственному интеллекту» — это один из крупнейших некоммерческих исследовательских институтов в области инновационных технологий программного обеспечения на основе искусственного интеллекта.
DFKI был основан в 1988 году. Сегодня его филиалы находятся в Кайзерслаутерне, Саарбрюккене, Бремене и Берлине.
Финансируется частично правительственными организациями Германии, частично крупными компаниями. В числе акционеров DFKI Microsoft, SAP, BMW и Daimler и др.
DFKI проводит исследования практически во всех областях современной И.И., в том числе распознавания изображений и образов, управления знаниями, интеллектуальной визуализации и моделирования, дедукции и многоагентных систем, речевых и языковых технологий, интеллектуальных пользовательских интерфейсов и робототехники.
В настоящее время в DFKI располагается более 116 текущих проектов и научно-исследовательский центр.
Текущие директора DFKI — профессор Вольфганг Вальстер (CEO) и доктор Вальтер Ольтхофф (CFO).

## Отделения

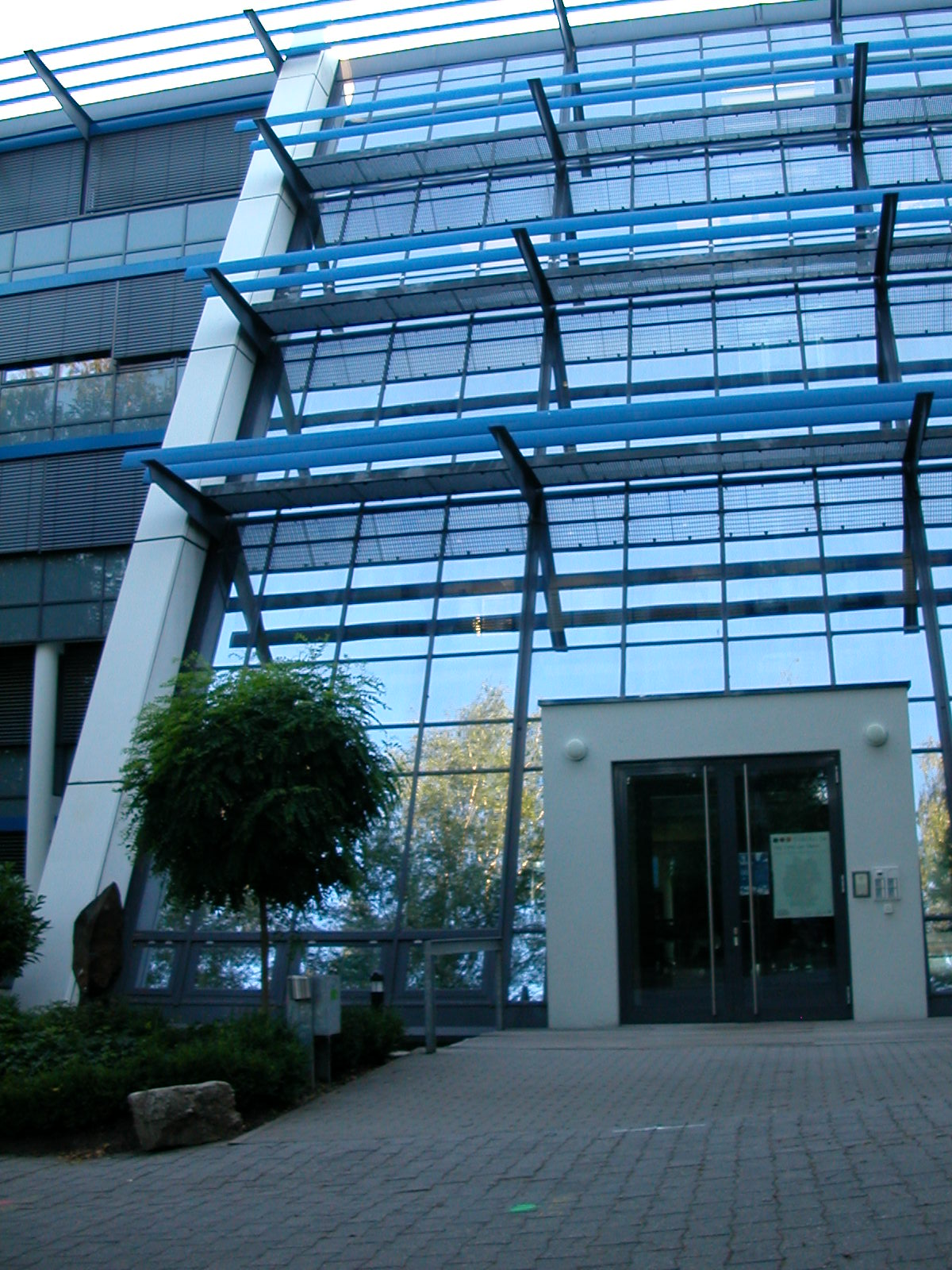
DFKI building in Saarbrücken

Основные исследования проводятся в отделениях DFKI.

### Кайзерслаутерн
- управление знаниями (профессор, доктор Андреас Денгель)
- расширенное видение (профессор, доктор Дидье Штрикер)
- инновационные системы (профессор, доктор-инженер Детлеф Зульке)
- интеллектуальные системы связи (профессор, доктор Пауль Мюллер)

### Саарбрюккен
- инновационные лаборатории (профессор, доктор Антонио Крюгер)
- институт информационных систем (профессор, доктор Петер Лоос)
- агенты и имитация реальности (профессор, доктор Филипп Слузаллек)
- языковые технологии (профессор, доктор Ганс Усцкорайт)
- интеллектуальные пользовательские интерфейсы (профессор, доктор, почетный доктор Вольфганг Вальстер)

### Бремен
- инновационный центр роботехники (профессор, доктор Франк Киршнер)
- безопасные и надежные Когнитивные системы (профессор, доктор Бернд Криг-Брюкнер)